# Daixi (köpinghuvudort i Kina, Zhejiang Sheng, lat 30,66, long 120,01)
Daixi är en köpinghuvudort i Kina. Den ligger i provinsen Zhejiang, i den östra delen av landet, omkring 48 kilometer norr om provinshuvudstaden Hangzhou. Antalet invånare är 34 047. Befolkningen består av 16 680 kvinnor och 17 367 män. Barn under 15 år utgör 11,0 %, vuxna 15-64 år 75 %, och äldre över 65 år 12,0 %.
Runt Daixi är det tätbefolkat, med 493 invånare per kvadratkilometer. Närmaste större samhälle är Wukang, 14,3 km söder om Daixi. Trakten runt Daixi består till största delen av jordbruksmark.
Genomsnittlig årsnederbörd är 1 675 millimeter. Den regnigaste månaden är juni, med i genomsnitt 253 mm nederbörd, och den torraste är november, med 62 mm nederbörd.